# Гронянка північна
Гронянка північна (Botrychium boreale) — трав'яниста рослина родини вужачкові (Ophioglossaceae). Етимологія: лат. boreale — «північний; арктичний».

## Опис
Рослина 5–30 см заввишки. Загальне стебло 3–8 см. Листова пластинка 2-периста, блискуче-зелена, м'ясиста, яйцевидо-трикутна. Листові фрагменти яйцевиді, до 2 см в ширину, верхівки тупі. Спорофора (спороносна гілка) 2-периста, розміщена на або поблизу верхньої частини загального стебла, зі стебельцем 1,5–5 см. Поверхня спори бородавчата. 2n = 180.

## Поширення
Реліктовий вид відомий з флори України в верхньому (пізньому) плейстоцені.
Країни сучасного зростання: Естонія; Фінляндія; Ісландія; Норвегія (включаючи Шпіцберген); північна Росія; Швеція; Ґренландія; Внутрішня Монголія; Японія; Корея. Населяє сухі луки й південні схили. Висота зростання приблизно до 1000 м.